# Phasenverschiebung
Die Phasenverschiebung, auch Phasendifferenz oder Phasenlage, ist ein Begriff der Physik und Technik im Zusammenhang mit periodischen Vorgängen. Zwei Sinusschwingungen sind gegeneinander in ihren Phasenwinkeln verschoben, wenn ihre Periodendauern zwar übereinstimmen, die Zeitpunkte ihrer Nulldurchgänge aber nicht. Die Angabe einer konstanten Phasenverschiebung ist auch dann möglich, wenn die Periodenlängen nicht gleich, aber ganzzahlige Vielfache voneinander sind.
Phasenverschiebungen können dort auftreten, wo Zeitglieder, Trägheiten oder Reaktanzen eine Rolle spielen, so vor allem in der Elektrotechnik, der Elektroakustik, der Akustik und in der Schwingungsmechanik. Der Begriff wird auch in anderen Gebieten angewendet, siehe unten.

Rechts: Zwei Schwingungen in ihrem Verlauf über dem Phasenwinkel, die gegeneinander um den Winkel verschoben sind.
Links: Zwei rotierende Zeiger mit demselben Unterschied im Phasenwinkel. Deren Projektionen auf die senkrechte Ursprungsgerade ergeben die Augenblickswerte.
Die blau gezeichnete Schwingung läuft der rot gezeichneten um 60° vor.

## Veranschaulichung
Eine Phasenverschiebung ist in einem Liniendiagramm der Wechselgrößen über der Zeit am Versatz der Nulldurchgänge (bei gleichem Vorzeichen der Anstiege der Kurven) zu sehen. Sie lässt sich auch im Zeigermodell veranschaulichen. Die zwei Schwingungen werden durch Zeiger symbolisiert, die beide um den Koordinatenursprung  mit derselben konstanten Winkelgeschwindigkeit {\displaystyle \omega } rotieren. Ein Zeiger {\displaystyle {\underline {z}}} ist dabei eine komplexe Größe {\displaystyle {\underline {z}}=x+\mathrm {j} y} mit dem Realteil {\displaystyle \mathrm {Re} \,{\underline {z}}=x} und dem Imaginärteil {\displaystyle \mathrm {Im} \,{\underline {z}}=y}. Die horizontale Auslenkung {\displaystyle x} und die vertikale Auslenkung {\displaystyle y} sind beide reell, siehe auch DIN 1302.
Eine volle Umdrehung entspricht einer vollen Periode der Schwingung. Der Phasenverschiebungswinkel, auch als Phasendrehung bezeichnet, ist hier der von beiden Zeigern eingeschlossene Winkel.
Der Richtungssinn der Phasenverschiebung einer Schwingung gegenüber der Bezugsschwingung führt zu den Bezeichnungen Nacheilwinkel oder Voreilwinkel, ferner Nacheilen oder Voreilen. Die Verwendung der Zeiger als komplexe Größen erleichtert vielfach mathematische Berechnungen (siehe komplexe Wechselstromrechnung).

## Größenangabe

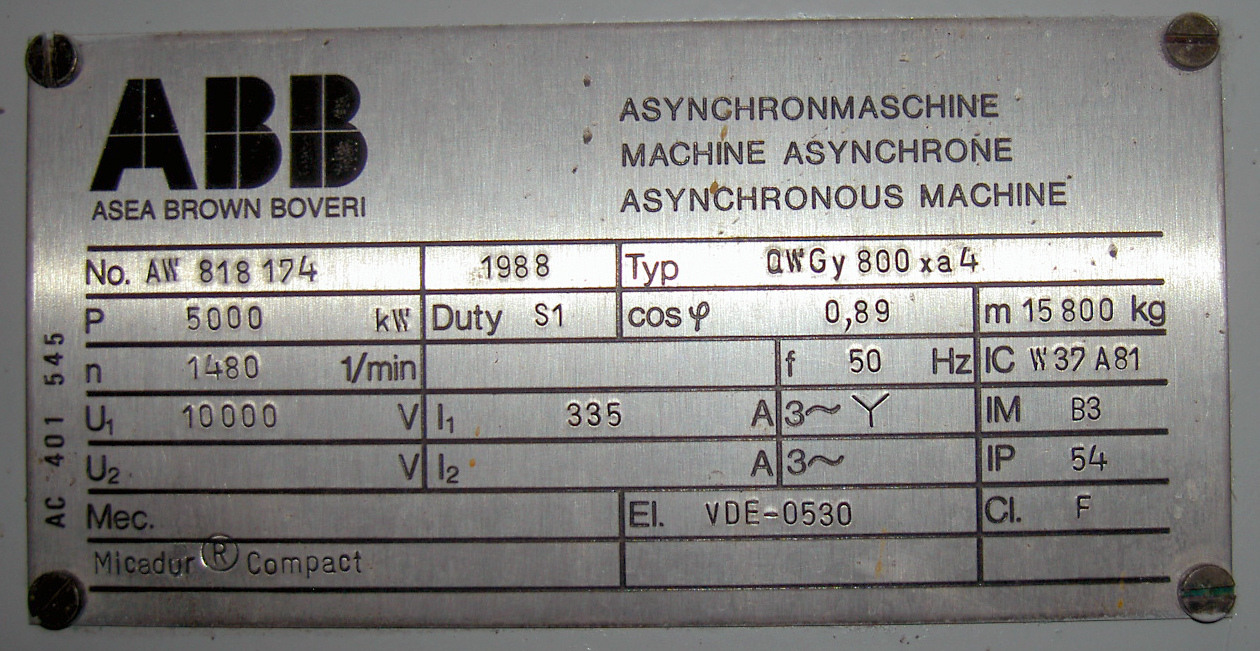
Motor-Typenschild mit Angabe des cos φ zur Kennzeichnung der Phasenverschiebung

Eine Periodendauer entspricht dem Vollwinkel von 360°, und die zeitliche Phasenverschiebung wird als Winkel {\displaystyle \Delta \varphi } angegeben. Statt {\displaystyle \Delta \varphi } wird auch einfach {\displaystyle \varphi } geschrieben, sofern Verwechslungen ausgeschlossen sind. Eindeutiger ist ein indiziertes Formelzeichen; beispielsweise kann bei einer Spannung {\displaystyle u={\hat {u}}\,\sin(\omega t+\varphi _{u})} gegenüber einer Stromstärke {\displaystyle i={\hat {\imath }}\,\sin(\omega t+\varphi _{i})} für die Differenz {\displaystyle \varphi _{u}-\varphi _{i}} ein erklärendes {\displaystyle \varphi _{ui}} verwendet werden. Dasselbe {\displaystyle \varphi _{ui}} ergibt sich bei der Schreibweise {\displaystyle u={\hat {u}}\,\cos(\omega t+\varphi _{u})} zusammen mit {\displaystyle i={\hat {\imath }}\,\cos(\omega t+\varphi _{i})}.
Winkel werden in Radiant oder in Grad angegeben; z. B. bedeuten die Angaben {\displaystyle {\frac {\pi }{2}}} und 90° dieselbe Phasenverschiebung von einer Viertelperiode. Es ist auch möglich, als Maß die Phasenverschiebungszeit {\displaystyle \Delta t=\Delta \varphi /\omega } anzugeben oder eine Längenangabe, wenn bei dem Vorgang ein räumlicher Weg zurückgelegt wird, z. B. bei einem Lichtstrahl.
In der elektrischen Energietechnik wird die Phasenverschiebung durch den Kosinus des Phasenverschiebungswinkels {\displaystyle \varphi }, also {\displaystyle \cos \varphi }, angegeben. Der „{\displaystyle \cos \varphi }“, auch Wirkfaktor genannt, ist auf jedem Wechselstrommotor-Leistungsschild sowie anderen reaktiven elektrischen Verbrauchern angegeben und dient zum Beispiel zur Berechnung des Wirkleistungs-Anteils an der Gesamtleistung oder zur Bemessung von Schaltkontakten (vgl. Schaltlichtbogen). (Die alleinige Angabe des {\displaystyle \cos \varphi } sagt aber noch nichts über die „Art“ bzw. Flussrichtung der Blindleistung aus (ob induktiver oder kapazitiver Blindleistungs-Verbrauch), da bei der Bildung des {\displaystyle \cos } das Vorzeichen von {\displaystyle \varphi } verloren geht.)
Mit einem Oszilloskop können zwei oder mehr gegeneinander zeitlich verschobene Schwingungen als einzelne Kurven unmittelbar in ihrem zeitlichen Verlauf sichtbar gemacht werden. Der zeitliche Versatz der Nulldurchgänge {\displaystyle \Delta t} und die Periodendauer {\displaystyle T} lassen sich ablesen und der Phasenverschiebungswinkel ausrechnen:
{\displaystyle {\frac {\Delta \varphi }{360^{\circ }}}={\frac {\Delta t}{T}}\;.}
Stimmen die Phasenwinkel überein, ist also die Phasendifferenz null, so werden die Schwingungen als „gleichphasig“ oder „phasengleich“ bezeichnet; umgangssprachlich liegen sie „in Phase“.

## Erscheinungsformen, Anwendungen

### Elektrotechnik
In der Elektrotechnik wird der Begriff Phasenverschiebung in einem Wechselstromkreis im Zusammenhang mit Stromstärken und Spannungen verwendet. Eine Verschiebung tritt immer dann auf, wenn ein mit Wechselstrom betriebener Zweitor induktive oder kapazitive, differenzierende oder verzögernde Eigenschaften besitzt. Im Bereich hoher Frequenzen kann dafür allein schon die Signallaufzeit verantwortlich sein.

Phasenverschiebung zwischen komplexer Spannung und komplexer Stromstärke

- Bei einer Induktivität (ideale Spule) folgt die Stromstärke der Spannung um 90° nach (die Spannung eilt der Stromstärke um 90° vor). Der Phasenverschiebungswinkel {\displaystyle \Delta \varphi =\varphi _{ui}} wird positiv angegeben; er ist unabhängig von der Frequenz.
- Bei einer Kapazität (idealer Kondensator) folgt die Spannung der Stromstärke um 90° nach. Der Phasenverschiebungswinkel wird negativ angegeben; er ist unabhängig von der Frequenz.
- Beim  ohmschen Widerstand sind Spannung und Stromstärke immer gleichphasig.
- Bei einer Kombination von R, L und C kann der Phasenverschiebungswinkel beliebige Werte zwischen −90° und +90° annehmen; er hängt von der Frequenz ab und ändert sich besonders stark in der Nähe einer Resonanzstelle; vergleiche: Schwingkreis.

### Hochfrequenztechnik
Hier wird die Phasenverschiebung zur Phasenmodulation verwendet. Im zweiseitigen Frequenzspektrum bedeutet das, dass der Zeiger der Signalfrequenz in wechselnde Richtungen in Bezug auf den Zeiger der Trägerfrequenz zeigt. Damit können Daten kodiert werden.

### Akustik, Tontechnik

Phasenverschobene Sinusschwingungen gleicher Frequenz

Werden zwei oder mehrere Schallwellen gleicher Frequenz überlagert, so resultiert je nach Phasenverschiebungswinkel ein entweder verstärktes oder gedämpftes Signal. Eine solche Überlagerung wird Interferenz genannt und ist im Schallfeld ortsabhängig: Je nach Abstand und Position der Quellen ergeben sich an unterschiedlichen Betrachterpositionen alle möglichen Kombinationen von Verstärkungen und Abschwächungen (zum Thema Abschwächungen siehe auch Antischall).
| {\displaystyle \Delta \varphi } | {\displaystyle \Delta \varphi } | {\displaystyle f} | {\displaystyle \lambda } |
| ------------------------------- | ------------------------------- | ----------------- | ------------------------ |
| 360°                            | 2 π rad                         | 2000 Hz           | 0,1715 m                 |
| 180°                            | π rad                           | 1000 Hz           | 0,3430 m                 |
| 90°                             | π/2 rad                         | 500 Hz            | 0,6860 m                 |
| 45°                             | π/4 rad                         | 250 Hz            | 1,372 m                  |
| 22,5°                           | π/8 rad                         | 125 Hz            | 2,744 m                  |
| 11,25°                          | π/16 rad                        | 62,5 Hz           | 5,488 m                  |

Mit der Festlegung der Einheiten für den ebenen Winkel
{\displaystyle \mathrm {1\ rad=1\ {\frac {m}{m}}=1\;;\quad 1^{\circ }=(\pi /180)\ rad} },
mit der Wellenlänge {\displaystyle \lambda =c/f}, der Frequenz {\displaystyle f=\omega /(2\pi )} und der Schallgeschwindigkeit {\displaystyle c} = 343 m/s bei 20 °C
ergeben sich beispielsweise für eine feste Verzögerung von {\displaystyle \Delta t} = 0,5 ms nebenstehende frequenzabhängige Phasenverschiebungswinkel {\displaystyle \Delta \varphi }:
Die Einheit Radiant kann weggelassen werden, wenn sie nicht zur Verdeutlichung einer Winkelangabe dienen soll.
Zum akustischen Zusammenhang von Phasenverschiebung {\displaystyle \Delta \varphi } und Laufzeitdifferenz bei Stereofonie, {\displaystyle \Delta t} siehe Laufzeitstereofonie.
Mit digitaler Signalverarbeitung ist es heute möglich, die Phasenlage mehreren Lautsprechern zugeführter Signale individuell zu verstellen und damit für einen kleinen Abhörpunkt oder Messpunkt das Schallfeld gezielt zu steuern.

### Andere Gebiete
In der Optik werden Linsen  entspiegelt, indem eine dünne Schicht auf der Glasoberfläche eine Doppelreflexion erzeugt, die bei einer bestimmten Wellenlänge λ eine Phasenverschiebung der beiden Reflexionen von ½ λ erreicht. Üblicherweise wird die Schichtdicke auf die Wellenlänge des gelben Lichts (λ ≈ 600 nm) eingestellt.

Schematische Darstellung des Schweinezyklus

Auch in den Wirtschaftswissenschaften sind Phasenverschiebungen bekannt, wie z. B. beim Schweinezyklus. Zeitverzögerungen im Regelmechanismus zwischen Nachfrage, Angebot und resultierendem Preis sowie den sich daraus ableitenden Investitionsanreizen erläutern das Phänomen einer Phasenverschiebung zwischen Preis und Güterstrom.
In der Ökologie werden in Räuber-Beute-Beziehungen oft periodische Populationsschwankungen beobachtet. Dabei erfolgt die Schwankung der Räuber-Population gegenüber der Beute-Population phasenverzögert. (s. Lotka-Volterra-Regeln)
Bei einer Wärmedämmung wird mit Phasenverschiebung der Zeitraum zwischen dem Auftreten der höchsten Temperatur auf der Außenoberfläche eines Bauteils bis zum Erreichen der höchsten Temperatur auf dessen Innenfläche bezeichnet, obwohl keine sinusförmige Funktion vorliegt.

## Mathematische Beschreibung

### Gleichungen für Schwingung und rotierenden Zeiger
Der einfachste Fall einer Schwingung ist die harmonische Schwingung. Mathematisch lässt sie sich beschreiben durch
{\displaystyle x(t)={\hat {x}}\cdot \cos(\omega \cdot t+\varphi _{0})\;;\quad {\underline {x}}(t)={\hat {x}}\cdot \mathrm {e} ^{\mathrm {j} (\omega \cdot t+\varphi _{0})}}
wobei {\displaystyle x(t)} der reelle Wert zur Zeit {\displaystyle t}, {\displaystyle {\underline {x}}(t)} der komplexe Wert, {\displaystyle {\hat {x}}} die Amplitude, {\displaystyle \omega =2\pi f} die Kreisfrequenz, {\displaystyle f} die Frequenz und {\displaystyle \mathrm {j} } die imaginäre Einheit darstellen. {\displaystyle \varphi (t)=\omega \,t+\varphi _{0}} wird als Phasenwinkel bezeichnet und {\displaystyle \varphi _{0}} als Nullphasenwinkel.

### Phasenverschiebungswinkel und Phasenlaufzeit
Der Zusammenhang zwischen dem Phasenverschiebungswinkel {\displaystyle \Delta \varphi } und der Laufzeitdifferenz {\displaystyle \Delta t} ist:
{\displaystyle \Delta \varphi =\omega \cdot \Delta t=2\pi \cdot f\cdot \Delta t}
oder umgestellt
{\displaystyle \Delta t={\frac {\Delta \varphi }{\omega }}={\frac {\Delta \varphi }{2\pi \,f}}={\frac {\Delta \varphi }{360^{\circ }\,f}}}
aufgrund der oben angegebenen Umrechnungen
{\displaystyle \omega =2\pi f\ }   und   {\displaystyle 2\pi =360^{\circ }} .

### Phasenverschiebung um 180° und Phasenumkehr

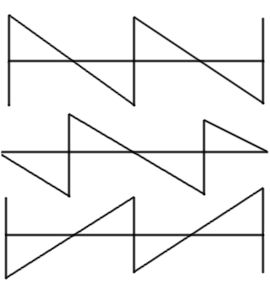
Sägezahnsignal als Beispiel für ein nicht symmetrisches Signal:
oben: Originalsignal
Mitte: In der Grundschwingung um 180° phasenverschobenes Signal
unten: Verpoltes Signal

Bei einer Phasenumkehr werden positive Augenblickswerte zu negativen, und negative zu positiven Augenblickswerten. Bei einem symmetrischen, beispielsweise sinusförmigen Wechselsignal erscheint eine Phasenumkehr wie eine Phasenverschiebung um 180° der Grundschwingung. Im Allgemeinen gibt es keinen Zusammenhang zwischen Phasenverschiebung und Phasenumkehr. Eine sinusförmige Schwingung, welche gegenüber einer anderen sinusförmigen Schwingung gleicher Frequenz und Amplitude um 180° phasenverschoben ist, wird als „Gegenphase“ bezeichnet.